# 10 000 mètres masculin aux Jeux olympiques d'été de 1948
Pour un article plus général, voir Athlétisme aux Jeux olympiques d'été de 1948.
Navigation
Berlin 1936 Helsinki 1952
L'épreuve du 10 000 mètres masculin aux Jeux olympiques de 1948 s'est déroulée le 30 juillet 1948 au Stade de Wembley de Londres, au Royaume-Uni. Elle est remportée par le Tchécoslovaque Emil Zátopek.

## Résultats

### Finale
| Rang               | Athlète             | Pays              | Temps         | Notes |
| ------------------ | ------------------- | ----------------- | ------------- | ----- |
| Médaille d'or      | Emil Zátopek        | Tchécoslovaquie   | 29 min 59 s 6 | OR    |
| Médaille d'argent  | Alain Mimoun        | France            | 30 min 47 s 4 |       |
| Médaille de bronze | Bertil Albertsson   | Suède             | 30 min 53 s 6 |       |
| 4                  | Martin Stokken      | Norvège           | 30 min 58 s 6 |       |
| 5                  | Severt Dennolf      | Suède             | 31 min 05 s 0 |       |
| 6                  | Ben Saïd Abdallah   | France            | 31 min 07 s 8 |       |
| 7                  | Stan Cox            | Grande-Bretagne   | 31 min 08 s 0 |       |
| 8                  | Jim Peters          | Grande-Bretagne   | 31 min 16 s 0 |       |
| 9                  | Salomon Könönen     | Finlande          |               |       |
| 10                 | Eddie O'Toole       | États-Unis        |               |       |
| 11                 | Fred Wilt           | États-Unis        |               |       |
|                    | Ricardo Bralo       | Argentine         |               | NP    |
|                    | Eusebio Guiñez      | Argentine         |               | NP    |
|                    | Jakob Kjersem       | Norvège           |               | NP    |
|                    | Jef Lataster        | Pays-Bas          |               | NP    |
|                    | Lou Wen-ngau        | Taïwan            |               | NP    |
|                    | Steve McCooke       | Grande-Bretagne   |               | NP    |
|                    | Constantino Miranda | Espagne           |               | NP    |
|                    | Harry Nelson        | Nouvelle-Zélande  |               | NP    |
|                    | André Paris         | France            |               | NP    |
|                    | Manny Ramjohn       | Trinité-et-Tobago |               | NP    |
|                    | Gregorio Rojo       | Espagne           |               | NP    |
|                    | Paddy Fahey         | Irlande           |               | DNF   |
|                    | Viljo Heino         | Finlande          |               | DNF   |
|                    | Evert Heinström     | Finlande          |               | DNF   |
|                    | Robert Everaert     | Belgique          |               | DNF   |
|                    | Herman Goffberg     | États-Unis        |               | DNF   |